# Alida van Houten
Alida van Houten (1868-1960) foi uma pintora holandesa.

## Biografia
Van Houten nasceu a 22 de agosto de 1868, em Groningen e era irmã do artista Gerrit van Houten. Ela estudou na Academie Minerva e os seus professores incluíram Ferdinand Oldewelt e Dirk de Vries Lam.
O trabalho de Van Houten foi incluído na exposição e venda Onze Kunst van Heden (A Nossa Arte de Hoje) em 1939 no Rijksmuseum em Amesterdão e foi um membro da Arti et Amicitiae, da Kunstlievend Genootschap Pictura (Groningen) e da Kunstenaarsvereniging Sint Lucas.
Van Houten faleceu a 2 de dezembro de 1960, em Groningen.